# Ріпчиці (Польща)
Ріпчиці (Репчице, пол. Repczyce) — село в Польщі, у гміні Кліщелі Гайнівського повіту Підляського воєводства. Населення — 49 осіб (2011).

## Історія
Вперше згадується 1576 року як оселя млинаря Гриця Ропчиця.
У 1975—1998 роках село належало до Білостоцького воєводства.

## Демографія
Демографічна структура станом на 31 березня 2011 року:
|          | Загалом | Допрацездатний вік | Працездатний вік | Постпрацездатний вік |
| -------- | ------- | ------------------ | ---------------- | -------------------- |
| Чоловіки | 26      | 2                  | 20               | 4                    |
| Жінки    | 23      | 3                  | 12               | 8                    |
| Разом    | 49      | 5                  | 32               | 12                   |